# 布洛维尔
布洛维尔（法語：Blosville，法語發音：[blovil]）是法国芒什省的一个市镇，属于瑟堡区。

## 地理
布洛维尔（49°22'24"N, 1°17'27"W）面积4.22 平方千米，位于法国诺曼底大区芒什省，该省份为法国西北部沿海省份，西、北、东北三面环大西洋，东起顺时针与卡爾瓦多斯省、奧恩省、马耶讷省和伊勒-维莱讷省接壤。
与布洛维尔接壤的市镇（或旧市镇、城区）包括：塞伯维尔、布特维尔、耶维尔、杜沃河畔列维尔、圣玛丽迪蒙、卡朗唐莱马赖、圣梅尔埃格利斯。

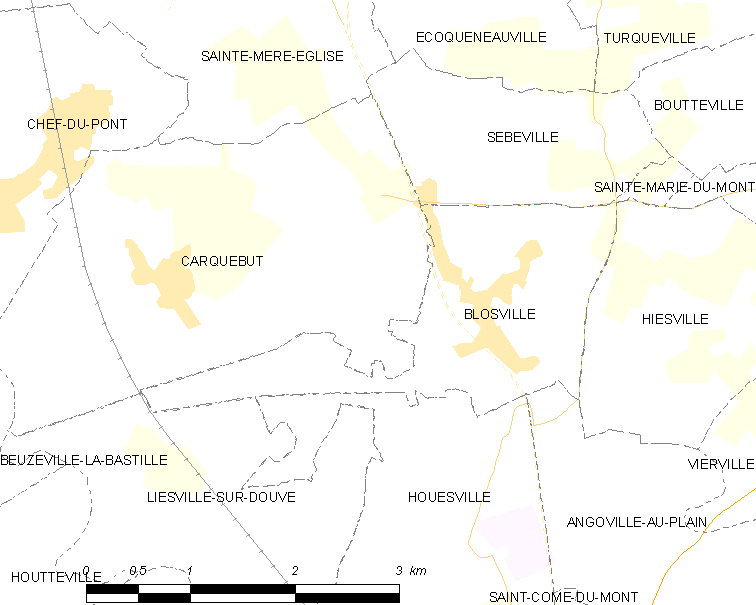
布洛维尔的OSM定位图

布洛维尔的时区为UTC+01:00、UTC+02:00（夏令时）。

## 行政
布洛维尔的邮政编码为50480，INSEE市镇编码为50059。

## 政治
布洛维尔所属的省级选区为卡朗唐莱马赖县。

## 人口

1962-2008年间布洛维尔人口变化图示

布洛维尔于2022年1月1日时的人口数量为322人。